# Země moravskoslezská (1782–1850)
Země moravskoslezská byl správní celek vytvořený v roce 1782 sloučením Moravy a Rakouského Slezska v jednu správní jednotku v rámci habsburské monarchie. Správní institucí Země moravskoslezské bylo Moravskoslezské gubernium se sídlem v Brně. Morava a Slezsko však i nadále měly samostatné stavovské orgány.
Země moravskoslezská byla rozčleněna na osm krajů: Brněnský, Olomoucký, Znojemský, Jihlavský, Hradišťský, Přerovský, Opavský a Těšínský kraj. Správním střediskem bylo Brno. V roce 1850 byla tato země zrušena a rozdělena na korunní země Moravské markrabství a Slezsko („Vévodství Horní a Dolní Slezsko“). Ty pak byly na krátký čas (od 5. listopadu 1860 do 29. března 1861) opětovně spojeny v jeden celek.